# Лобо, Бальтасар
Бальтасар Лобо (исп. Baltasar Lobo; 22 февраля 1910, Сересинос-де-Кампос, провинция Самора — 3 сентября 1993, Париж) — испанский скульптор и график, принадлежал к Парижской школе.

## Биография и творчество
Внук каменотёса и сын столяра. С 1922 учился в мастерской Рамона Нуньеса в Вальядолиде. По стипендии поступил в мадридскую Академию художеств (1927), которую бросил через три месяца. Работал на кладбище, помогая отцу, по вечерам занимался в Школе искусств и ремесел. Открыл для себя творчество Дали, Пикассо, Миро, Гаргальо.
Во время гражданской войны отец, воевавший на стороне республиканцев, был убит снарядом. В 1939 Бальтасар с женой бежали от франкизма через Каталонию, скитались по Франции, добрались до Парижа, где ночевали под мостом и на вокзале. Бальтасар получил дружескую поддержку Пикассо. Начал работать в бывшей студии Наума Габо, подружился с Анри Лораном. В скульптурах этого времени близок к Бранкузи, с которым он познакомился позже, к Жану Арпу, Генри Муру. В 1945—1946 часто жил и работал в Ла-Сьота, сблизился там с Тапиесом, Пабло Паласуэло и другими испанскими художниками. В 1948 создал для города Анси памятник испанцам, погибшим за свободу.
В 1950—1960-х гг. выставлялся вместе с Леоном Гиша, Морисом Эстевом, Андре Ланским. В 1960 прошла его ретроспективная выставка в мадридском Музее современного искусства. Иллюстрировал английский перевод книги Хименеса «Платеро и я».
Похоронен на кладбище Монпарнас.

## Признание
Орден литературы и искусства Франции (1981), Национальная художественная премия Испании (1984), орден Андреса Бельо правительства Венесуэлы (1989) и др.награды. Работы скульптора хранятся в музеях Мадрида, Бильбао, Парижа, Осло, Праги, Штутгарта, Каракаса, Токио и др.
В городе Саморе открыт музей Бальтасара Лобо.